# Fredrik Carl Pereswetoff-Morath
Fredrik Carl Pereswetoff-Morath, född 28 augusti 1789 i Linköping, Östergötlands län, död 8 oktober 1851 i Linköping, var en svensk häradshövding.

## Biografi
Fredrik Carl Pereswetoff-Morath föddes 1789 i Linköping. Han var son till landssekreteraren Anders Wilhelm Pereswetoff-Morath i Linköpings län och grevinnan Anna Maria Reenstierna. Pereswetoff-Morathblev 806 student vid Uppsala universitet och avlade 1809 hovrättsexamen. Han blev 23 januari 1811 extra ordinarie kanslist i Krigsexpeditionen och blev 1811 auskultant i Göta hovrätt. Pereswetoff-Morath blev 1 februari 1812 extra ordinarie kanslist i Justitieexpeditionen och blev 1813 vice landssekreterare i Linköpings län. Han fick 1 april 1813 fullmakt som landssekreterare och blev 16 augusti 1835 häradshövding i Vifolka och Valkebo häraders domsaga. Pereswetoff-Morath fick 6 juni 1838 lagmans Namn, heder och värdighet. Han avled 1851 i Linköping.

### Egendom
Pereswetoff-Morath ägde Kallerstads säteri i Sankt Lars socken, Kalleby i Skärkinds socken och hus i Linköping.

### Familj
Pereswetoff-Morath gifte sig 28 april 1815 i Minsjö i Västra Husby socken med Fredrika Sofia von Stierneman (1797–1847), dotter till sekreteraren Fredrik Gustaf von Stierneman och Gertrud Sofia Fornell. De fick tillsammans barnen Fredrik Pereswetoff-Morath (1816–1816), Carolina Pereswetoff-Morath (1817–1891) som var gift med löjtnanten Carl Emil Vilhelm Pereswetoff-Morath, Fredrika Vilhelmina Eleonora Pereswetoff-Morath (1822–1843) och Carl Vilhelm Pereswetoff-Morath (1823–1824).